# Kaiser der Sui-Dynastie
| Postumer Name (Shi Hao 諡號) Konvention: „Sui“ + Name + „dì“ | Geburtsname                  | Regierungsjahre | Regierungsdevisen                                                 |
| ------------------------------------------------------------ | ---------------------------- | --------------- | ----------------------------------------------------------------- |
| Wen (文帝 wén dì)                                            | Yang Jian (楊堅 yáng jiān)   | 581–604         | Kaihuang (開皇 kāi huáng) 581–600 Renshou (仁壽 rén shòu) 601–604 |
| Yang (煬帝 yáng dì)                                          | Yang Guang (楊廣 yáng guǎng) | 605–617         | Daye (大業 dà yè) 605–617                                         |
| Gong (恭帝 gōng dì)                                          | Yang You (楊侑 yáng yòu)     | 617–618         | Yining (義寧 yí níng) 617–618                                     |